# Scandinavian Race Uppsala 2015
La 107e édition de la Scandinavian Race Uppsala a eu lieu le 9 mai 2015. La course fait partie du calendrier UCI Europe Tour 2015 en catégorie 1.2.
L'épreuve a été remportée par le Danois Nicolai Brøchner (Riwal Platform) qui s'impose de trente-six secondes sur un groupe de neuf coureurs réglé au sprint par le Suédois Ludvig Bengtsson (Tre Berg-Bianchi) devant Casper Pedersen, le coéquipier et compatriote du vainqueur.

## Présentation

### Équipes
Classée en catégorie 1.2 de l'UCI Europe Tour, la Scandinavian Race Uppsala est par conséquent ouverte aux équipes continentales professionnelles suédoises, aux équipes continentales, aux équipes nationales et aux équipes régionales et de clubs.
Vingt-et-une équipes participent à cette Scandinavian Race Uppsala - six équipes continentales et quinze équipes régionales et de clubs :
| Équipes continentales | Équipes continentales | Équipes continentales |
| Nom de l'équipe       | Pays                  | Code                  |
| --------------------- | --------------------- | --------------------- |
| Almeborg-Bornholm     | Danemark              | ABB                   |
| Keith Mobel-Partizan  | Serbie                | KMP                   |
| Rietumu-Delfin        | Lettonie              | RBD                   |
| Riwal Platform        | Danemark              | RIW                   |
| Start-Massi           | Paraguay              | STF                   |
| Tre Berg-Bianchi      | Suède                 | TTB                   |

| Équipes régionales et de clubs | Équipes régionales et de clubs | Équipes régionales et de clubs |
| Nom de l'équipe                | Pays                           | Code                           |
| ------------------------------ | ------------------------------ | ------------------------------ |
| Argon 18 Scandinavia           | Suède                          |                                |
| Bliz-Merida                    | Suède                          |                                |
| CK Bure                        | Suède                          |                                |
| CK Hymer                       | Suède                          |                                |
| CK Valhall                     | Suède                          |                                |
| Dalarna                        | Suède                          |                                |
| Falu CK                        | Suède                          |                                |
| Finnfalz-Rush Racing           | Finlande                       |                                |
| Göteborg                       | Suède                          |                                |
| IBT Isolering-Ridley           | Danemark                       |                                |
| Motala Aif Cykel               | Suède                          |                                |
| Odder CK                       | Danemark                       |                                |
| Södertälje CK                  | Suède                          |                                |
| TWD-Länken                     | Finlande                       |                                |
| Upsala CK                      | Suède                          |                                |

### Règlement de la course

#### Primes
Les vingt prix sont attribués suivant le barème de l'UCI,. Le total général des prix distribués est de 6 010 €.
| Position | 1er     | 2e      | 3e    | 4e    | 5e    | 6e    | 7e    | 8e    | 9e    | 10e à 20e |
| Prix     | 2 425 € | 1 210 € | 607 € | 305 € | 240 € | 180 € | 180 € | 118 € | 118 € | 57 €      |

## Classements

### Classement final
| Classement final | Classement final     | Classement final | Classement final     | Classement final   |
|                  | Coureur              | Pays             | Équipe               | Temps              |
| ---------------- | -------------------- | ---------------- | -------------------- | ------------------ |
| 1er              | Nicolai Brøchner     | Danemark         | Riwal Platform       | en 4 h 23 min 20 s |
| 2e               | Ludvig Bengtsson     | Suède            | Tre Berg-Bianchi     | + 36 s             |
| 3e               | Casper Pedersen      | Danemark         | Riwal Platform       | + 36 s             |
| 4e               | Christofer Stevenson | Suède            | Motala Aif Cykel     | + 36 s             |
| 5e               | Richard Larsén       | Suède            | Argon 18 Scandinavia | + 36 s             |
| 6e               | Filip Bengtsson      | Suède            | CK Bure              | + 36 s             |
| 7e               | Samuel Pökälä        | Finlande         | TWD-Länken           | + 36 s             |
| 8e               | Emil Ravnsholt       | Danemark         | Almeborg-Bornholm    | + 36 s             |
| 9e               | Patrik Ericsson      | Suède            | Argon 18 Scandinavia | + 36 s             |
| 10e              | Valters Čakšs        | Lettonie         | Rietumu-Delfin       | + 36 s             |
| modifier         |                      |                  |                      |                    |

### UCI Europe Tour
Cette Scandinavian Race Uppsala attribue des points pour l'UCI Europe Tour 2015, par équipes seulement aux coureurs des équipes continentales professionnelles et continentales, individuellement à tous les coureurs sauf ceux faisant partie d'une équipe ayant un label WorldTeam.
| Position,          | 1er | 2e | 3e | 4e | 5e | 6e | 7e | 8e |
| Classement général | 40  | 30 | 16 | 12 | 10 | 8  | 6  | 3  |

## Liste des participants
- Liste de départ complète